# Hassela församling
Hassela församling var en församling i Hälsinglands norra kontrakt i Uppsala stift. Församlingen ingick i Bergsjö pastorat och låg i Nordanstigs kommun i Gävleborgs län. Församlingen uppgick 2014 i Bergsjö församling.

## Administrativ historik
Församlingen har medeltida ursprung.
Församlingen var åtminstone från 1500 till 1648 annexförsamling i pastoratet Bergsjö, Hassela och Gnarps församling och från 1648 till 1864 annexförsamling i pastoratet Bergsjö och Hassela. Från 1864 utgjorde församlingen ett eget pastorat som varade till en tidpunkt senast 1998 då den till 2014 blev annexförsamling i pastoratet Bergsjö, Hassela och Ilsbo. Församlingen uppgick 2014 i Bergsjö församling.

## Kyrkor
- Hassela kyrka